# ヤルヘリス・サビヌ
ヤルヘリス・サビヌ（Yargelis Savigne Herrera、1984年11月13日 - ）は、キューバの女子陸上競技選手。グアンタナモ出身。三段跳と走幅跳を専門とし、三段跳では2007年と2009年の2度世界陸上競技選手権大会金メダリスト、2008年北京オリンピックは銅メダルに輝いた。マネージャーはハビエル・ソトマヨル。
グアンタナモ南西10kmほどにあるカリブ海沿いの街Niceto Pérezに生まれた。11歳で陸上競技を始め、初めは短距離走の選手だったが1997年ごろに跳躍競技へ転向している。サビヌは2005年世界陸上競技選手権大会で三段跳2位、走幅跳4位の成績を残した。同年9月のIAAFワールドアスレチックファイナルの三段跳では3位に入った。2007年8月の2007年世界陸上競技選手権大会の三段跳では15m28を記録して優勝。この時の記録15m28は女子三段跳の2007年世界最高記録である。2008年3月に行われた世界室内陸上競技選手権大会の三段跳でサビヌは、5回目の試技を終えてカリブ海北中米記録を更新する14m95をマークして2位につけていたが、15m00のクリソピギ・デベツィが首位に立っていた。サビヌは最終跳躍で15m05を記録して逆転、室内選手権を制した。2008年8月の北京オリンピックでは三段跳5位だったが、のちに2位タチアナ・レベデワ、3位クリソピギ・デベツィのドーピング違反が発覚し、繰り上がりでサビヌが銅メダルを獲得している。なお、走幅跳は予選落ちとなった。
2009年世界陸上競技選手権大会では世界選手権2枚目の金メダルを獲得した。サビヌも14m95を記録、同じキューバ代表のマベル・ガイが14m61を記録して2位に入った。2010年3月に行われた世界室内陸上競技選手権大会では室内歴代3位（当時）の跳躍を見せたカザフスタンのオリガ・リパコワには敗れたものの、2位に入り銀メダルを獲得した。2010年6月、フランス・ランスで行われた競技会アルム・アスレ・ツアーの走幅跳では6m91の自己記録をマークした。サビヌはこの年に新設されたIAAFダイヤモンドリーグを転戦。三段跳でローマ・ローザンヌ・モナコ・ロンドンの4勝を挙げて種目別年間王者に輝いている。

## 自己記録
| 種目            | 記録         | 場所               | 日時          |
| --------------- | ------------ | ------------------ | ------------- |
| 走幅跳 （屋外） | 6m91 (-0.1)  | ランス             | 2010年6月30日 |
| 走幅跳 （室内） | 6m79         | シュトゥットガルト | 2007年2月3日  |
| 三段跳 （屋外） | 15m28 (+0.9) | 大阪               | 2007年8月31日 |
| 三段跳 （室内） | 15m05        | バレンシア         | 2008年3月8日  |
| [ 6 ]           |              |                    |               |

## 主な成績

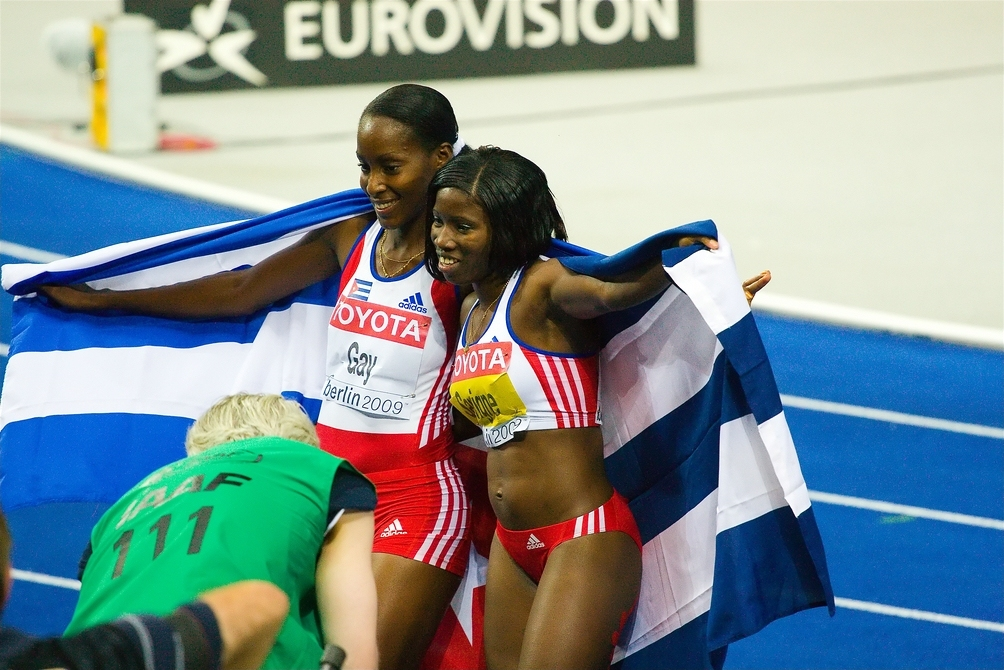
2009年世界選手権にてサビヌ（右）とマベル・ガイ

| 年    | 大会                                     | 場所               | 順位      | 種目   | 記録                 |
| ----- | ---------------------------------------- | ------------------ | --------- | ------ | -------------------- |
| 2002  | 世界ジュニア陸上競技選手権大会           | キングストン       | 予選(6等) | 走幅跳 | 6m00                 |
| 2003  | パンアメリカン競技大会                   | サントドミンゴ     | 3位       | 走幅跳 |                      |
| 2005  | 中央アメリカ・カリブ海陸上競技選手権大会 | ナッソー           | 1位       | 走幅跳 |                      |
| 2005  | 世界陸上競技選手権大会                   | ヘルシンキ         | 2位       | 三段跳 | 14m82                |
| 2005  | 世界陸上競技選手権大会                   | ヘルシンキ         | 4位       | 走幅跳 | 6m69                 |
| 2005  | IAAFワールドアスレチックファイナル       | モンテカルロ       | 3位       | 三段跳 | 14m81                |
| 2006  | 世界室内陸上競技選手権大会               | モスクワ           | 5位       | 三段跳 | 14m72                |
| 2006  | 世界室内陸上競技選手権大会               | モスクワ           | 6位       | 走幅跳 | 6m51                 |
| 2007  | 世界陸上競技選手権大会                   | 大阪               | 1位       | 三段跳 | 15m28 2007年世界最高 |
| 2007  | パンアメリカン競技大会                   | リオデジャネイロ   | 1位       | 三段跳 | 14m80 大会新         |
| 2007  | IAAFワールドアスレチックファイナル       | シュトゥットガルト | 1位       | 三段跳 |                      |
| 2008  | 世界室内陸上競技選手権大会               | バレンシア         | 1位       | 三段跳 | 15m05                |
| 2008  | オリンピック                             | 北京               | 3位       | 三段跳 | 15m05                |
| 2008  | オリンピック                             | 北京               | 予選(9等) | 走幅跳 | 6m49                 |
| 2009  | 中央アメリカ・カリブ海陸上競技選手権大会 | ハバナ             | 1位       | 三段跳 | 14m97 大会新         |
| 2009  | 世界陸上競技選手権大会                   | ベルリン           | 1位       | 三段跳 | 14m95                |
| 2010  | 世界室内陸上競技選手権大会               | ドーハ             | 2位       | 三段跳 | 14m86                |
| 2010  | イベロアメリカ陸上競技選手権大会         | サン・フェルナンド | 1位       | 三段跳 | 14m62                |
| 2010  | IAAFコンチネンタルカップ                 | スプリト           | 2位       | 走幅跳 | 6m63                 |
| 2010  | IAAFコンチネンタルカップ                 | スプリト           | 3位       | 三段跳 | 14m63                |
| [ 6 ] |                                          |                    |           |        |                      |